# Sîrma
Sîrma è una località della Moldavia situata nel distretto di Leova di 1.082 abitanti al censimento del 2004